# Bruholmen
Bruholmen ist eine Schäre am nördlichen Ende des Byfjords, nahe der Einmündung in den Kvitsøyfjord in Stavanger in der norwegischen Provinz Rogaland.
Die Insel liegt auf der Ostseite des Byfjords, nördlich vor der deutlich größeren Insel Bru. Sie erstreckt sich von Westen nach Osten über etwa 350 Meter, bei einer Breite von bis zu etwa 130 Metern und ist bis zu 13,8 Meter hoch. In der unmittelbaren Umgebung befinden sich mehrere kleinere Schären, so Fladaskjeret im Westen, Litle Bruholmen im Osten und Lyraskjeret im Süden.
Die felsige Insel ist weitgehend kahl und unbewohnt.